# Marina Dawtjan
Marina Dawtjan (armenisch Մարինա Դավթյան, engl. Transkription: Marina Davtyan; * 5. Dezember 2000) ist eine ehemalige armenische Tennisspielerin.

## Karriere
Marina Dawtjan, die am liebsten auf Hartplätzen spielt, nahm nur bei Turnieren der ITF Women’s World Tennis Tour teil.
Von 2018 bis 2020 war sie an der University of Tulsa und spielte College Tennis. Momentan ist sie an der Liberty University, wo sie ebenfalls College Tennis spielt.
2017 und 2018 spielte sie auch für die armenische Fed-Cup-Mannschaft, mit einer Bilanz von drei Siegen und sieben Niederlagen.
Im November 2020 bestritt sie ihr letztes ITF-Turnier und wird seit 2020 auch nicht mehr in der Weltrangliste geführt.